# Oldman River
Der Oldman River ist ein 363 km langer Fluss im Süden der kanadischen Provinz Alberta, der seinen Namen von Napi oder Old Man erhielt, dem höchsten Wesen bei den Blackfoot. 

## Verlauf
Er entspringt in den Rocky Mountains, in der Beehive Natural Area, strömt durch den Bob Creek Wildland Park und das Black Creek Heritage Rangeland, und fließt ostwärts weiter durch Fort Macleod, Lethbridge und Taber weiter nach Grassy Lake, wo er sich mit dem Bow River zum South Saskatchewan River vereint. Dieser vereint sich mit dem North Saskatchewan River zum Saskatchewan River, der im Winnipegsee mündet. Das Entwässerungsgebiet des Oldman River umfasst etwa 26.700 km². Als Erholungsgebiete wurde am Fluss die Oldman River Provincial Recreation Area eingerichtet.

## Brücken
Der Fluss selbst ist zwar nicht besonders breit, fließt aber stellenweise bis zu 100 m tiefer als das umgebende Plateau. Während Straßen wie der Crowsnest Highway die dadurch auftretenden Steigungen leichter bewältigen und daher den Oldman River auf vergleichsweise niedrigen Brücken im Tal überqueren, mussten für die Eisenbahnlinie zwei große Viadukte gebaut werden. Das größere Lethbridge Viaduct ist über 1600 m lang und überspannt das gesamte Tal in bis zu 95 m Höhe.

## Reservate
Am Oldman River befinden sich auch die Reservate zweier Indianerstämme, das Piegan Timber Limit B und das Piegan 147 der nördlichen Piegan und das Reservat Nr. 148 der Blood bzw. Kainai. 1990 plante die Regierung von Alberta einen Damm zu bauen und nahm dabei in Kauf, dass eine Begräbnisstätte der Blackfoot überschwemmt würde. Unter Führung von Milton Born With A Tooth leiteten die Blackfoot, genauer gesagt die Piegan Lonefighters Society, den Fluss selbst um, um den Oldman River Dam auf diese Art wertlos zu machen. Dennoch wurde der Damm am Zusammenfluss von Oldman River, Crowsnest River und Castle River 1992 fertiggestellt. Ökologische Bedenken, die vor allem von der Friends of the Oldman River Society vorgetragen wurden, wurden mit einem erst im Nachhinein erstellten Gutachten – gesetzmäßig wäre es gewesen, das Gutachten vorher einzuholen – nicht ausgeräumt.